# Чесанів (гміна)
Гміна Чесанів (пол. Gmina Cieszanów) — місько-сільська гміна у східній Польщі. Належить до Любачівського повіту Підкарпатського воєводства.
Станом на 31 грудня 2011 у гміні проживало 7576 осіб.

## Площа
Згідно з даними за 2007 рік площа гміни становила 219.35 км², у тому числі:
- орні землі: 55.00%
- ліси: 38.00%

Таким чином, площа гміни становить 16.77% площі повіту.

## Населення
Станом на 31 грудня 2011:
| Опис     | Загалом | Загалом | Чоловіки | Чоловіки | Жінки | Жінки |
| -------- | ------- | ------- | -------- | -------- | ----- | ----- |
| одиниця  | осіб    | %       | осіб     | %        | осіб  | %     |
| все      | 7576    | 100     | 3802     | 50.18    | 3774  | 49.82 |
| міське   | 1988    | 100     | 1011     | 50.86    | 977   | 49.14 |
| сільське | 5588    | 100     | 2791     | 49.95    | 2797  | 50.05 |

## Населені пункти
- Чесанів (пол. Cieszanów)
- Хотилюб (пол. Chotylub)
- Дубрівка (пол. Dąbrówka)
- Дахнів (пол. Dachnów)
- Фільварки (пол. Folwarki)
- Гораєць (пол. Gorajec)
- Ковалівка (пол. Kowalówka)
- Німстів (пол. Niemstów)
- Нове Село (пол. Nowe Sioło)
- Новий Люблинець (пол. Nowy Lubliniec)
- Старий Люблинець (пол. Stary Lubliniec)
- Жуків (пол. Żuków)[4][5]

## Історія
1 серпня 1934 р. було створено об'єднану сільську гміну Чесанів у Любачівському повіті Львівського воєводства Польської республіки. До неї увійшли сільські громади: Дахнів, Німстів, Нове Село, Новий Люблинець, Старий Люблинець і Хотилюб.
У середині вересня 1939 року німці окупували територію гміни, але вже 26 вересня 1939 року мусіли відступити, оскільки за пактом Ріббентропа-Молотова вона належала до радянської зони впливу. Однак Сталін обміняв Закерзоння на Литву і на початку жовтня СРСР передав північну половину гміни німцям, територію гміни розділив кордон, а з прикордонних сіл СРСР відселив селян у Південну Бесарабію. В червні 1941, з початком Радянсько-німецької війни, вся територія знову була окупована німцями. В липні 1944 року радянські війська оволоділи цією територією.
У жовтні 1944 року західні райони Львівської області віддані Польщі, а українське населення вивезено до СРСР та на понімецькі землі.

## Сусідні гміни
Гміна Чесанів межує з такими гмінами: Горинець-Здруй, Любачів, Наріль, Обша, Олешичі, Старий Диків.